# Wysoka (gmina Tuchola)
Wysoka (niem. Wittstock bei Reetz) – osada w Polsce, położona w województwie kujawsko-pomorskim, w powiecie tucholskim, w gminie Tuchola. Miejscowość jest częścią składową sołectwa Raciąż. Według Narodowego Spisu Powszechnego (III 2011 r.) liczyła 258 mieszkańców. Jest dziewiątą co do wielkości miejscowością gminy Tuchola.
W latach 1975–1998 miejscowość należała administracyjnie do województwa bydgoskiego.

## Historia
Wieś Wysoka w wieku XVIII stała się własnością zasłużonego na Pomorzu rodu Janta-Połczyńskich. Pałacyk, w którym mieści się Dom Pomocy Społecznej, zbudowany został na przestrzeni trzech wieków, ostatnią część ukończono na początku XX wieku. Na początku XX wieku właścicielem pałacu był Leon Janta-Połczyński, prowadzący systematyczną walkę z germanizacją na Pomorzu Nadwiślańskim poprzez zakładanie kółek rolniczych, spółdzielni i banku. Po 1945 roku majątek Janta-Połczyńskich przejęło państwo, tworząc tam PGR. Pałacyk, popadający z czasem coraz bardziej w ruinę, uratowała decyzja Wojewody Bydgoskiego, który w 1981 r. przeznaczył go na Dom Pomocy Społecznej. Po remoncie, w listopadzie 1983 r., nastąpiło otwarcie Domu na 46 miejsc. W ciągu niecałych 20 lat istnienia w Domu znalazło opiekę około 350 osób przewlekle chorych. W roku 1996, dla uczczenia ostatnich właścicieli, Dom otrzymał imię Leona i Marii Janta-Połczyńskich. 25 maja 2022 roku odsłonięto w pałacu tablicę pamiątkową upamiętniającą Leona Janta-Połczyńskiego.

## Galeria

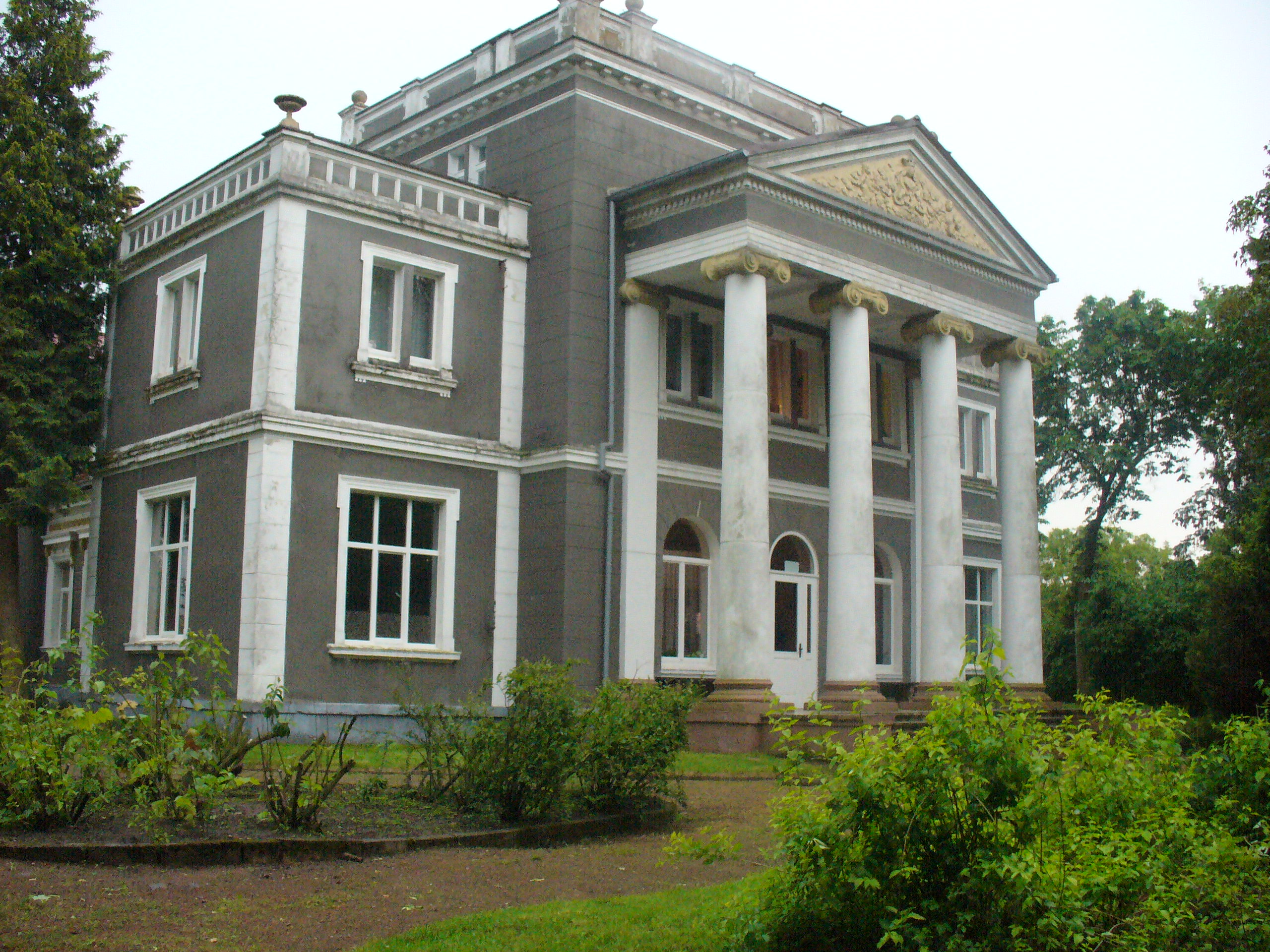
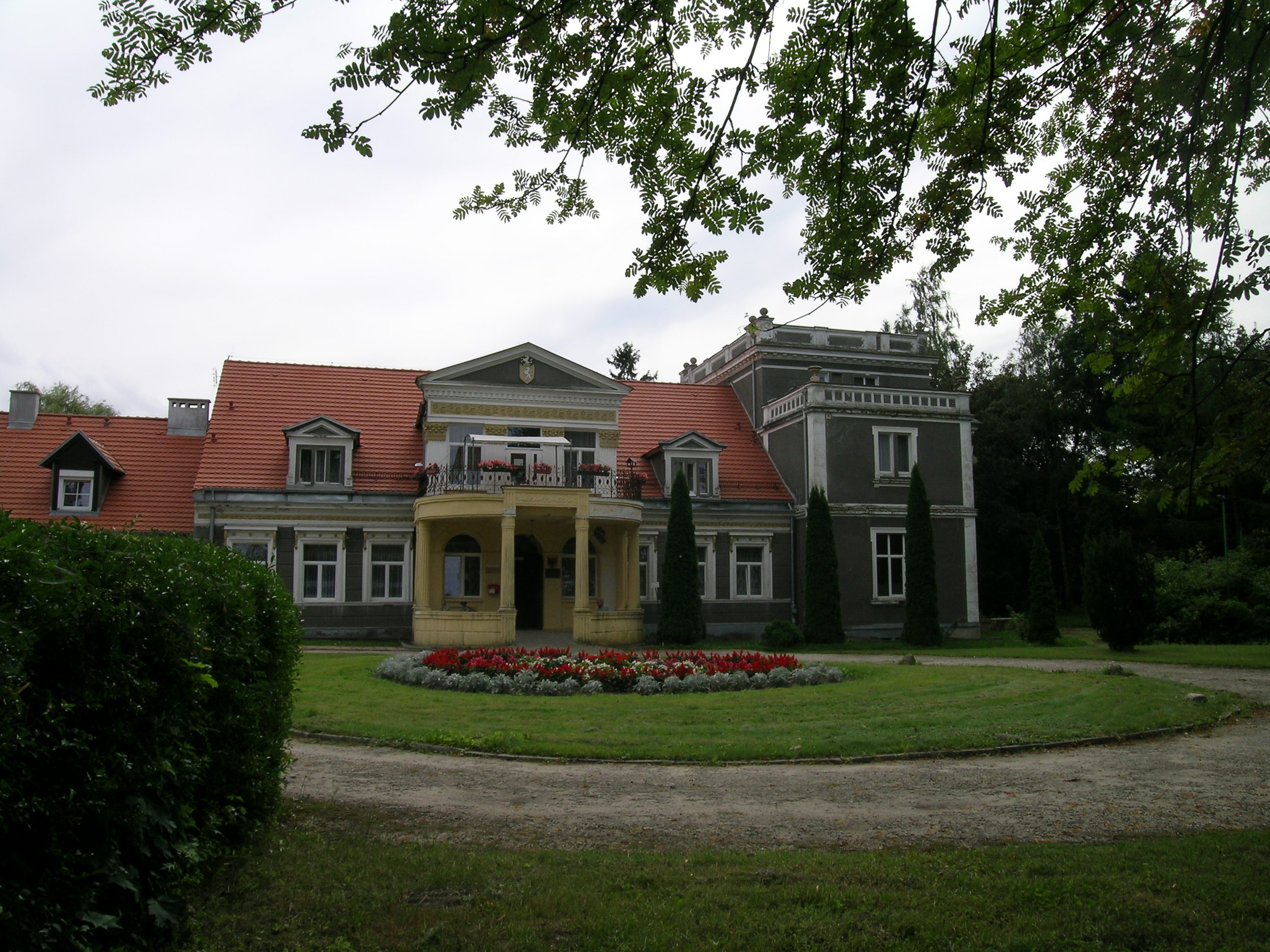
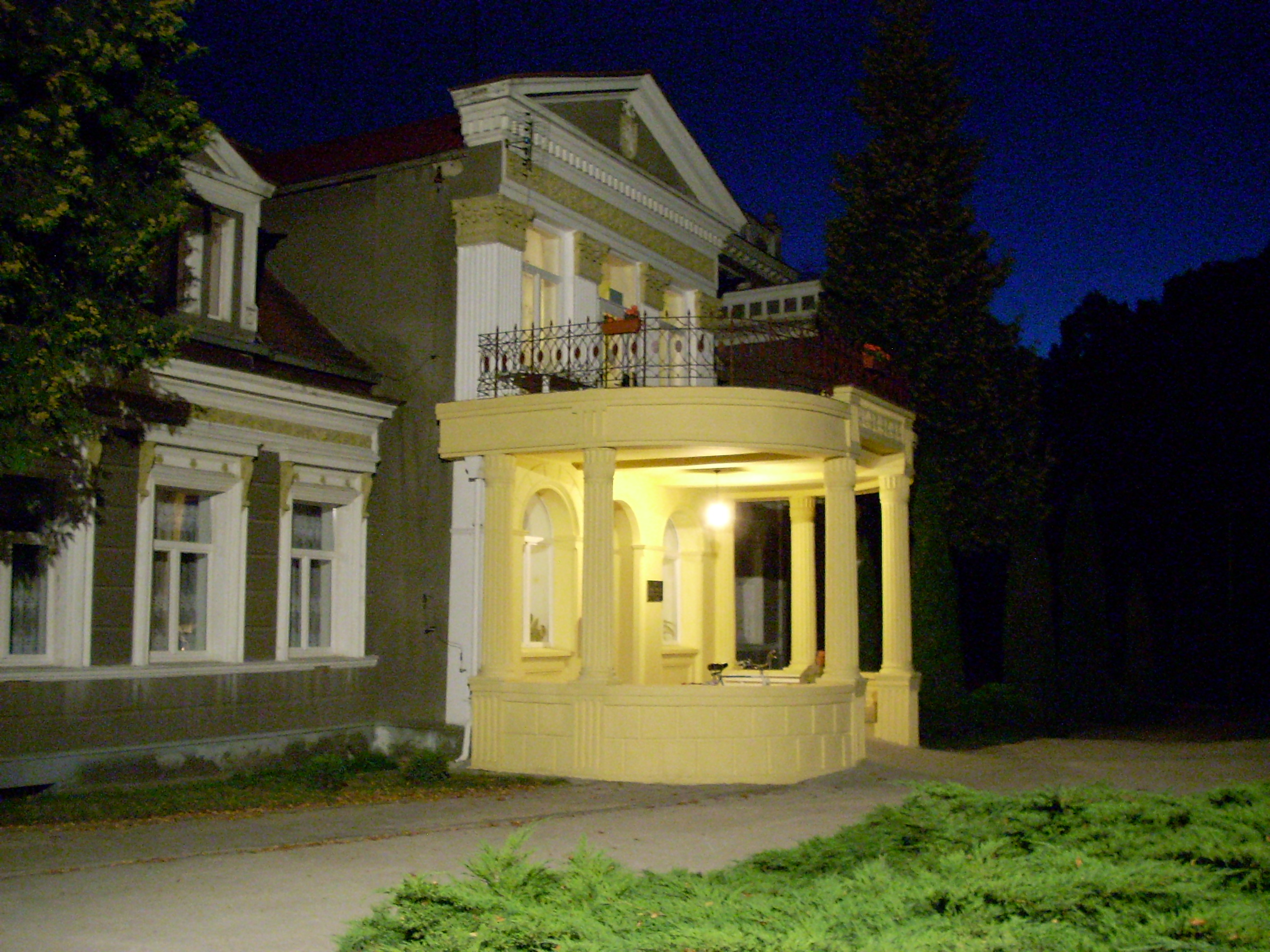
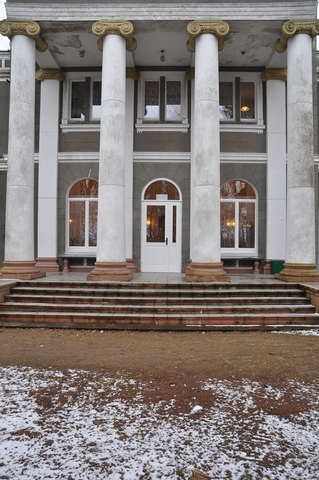
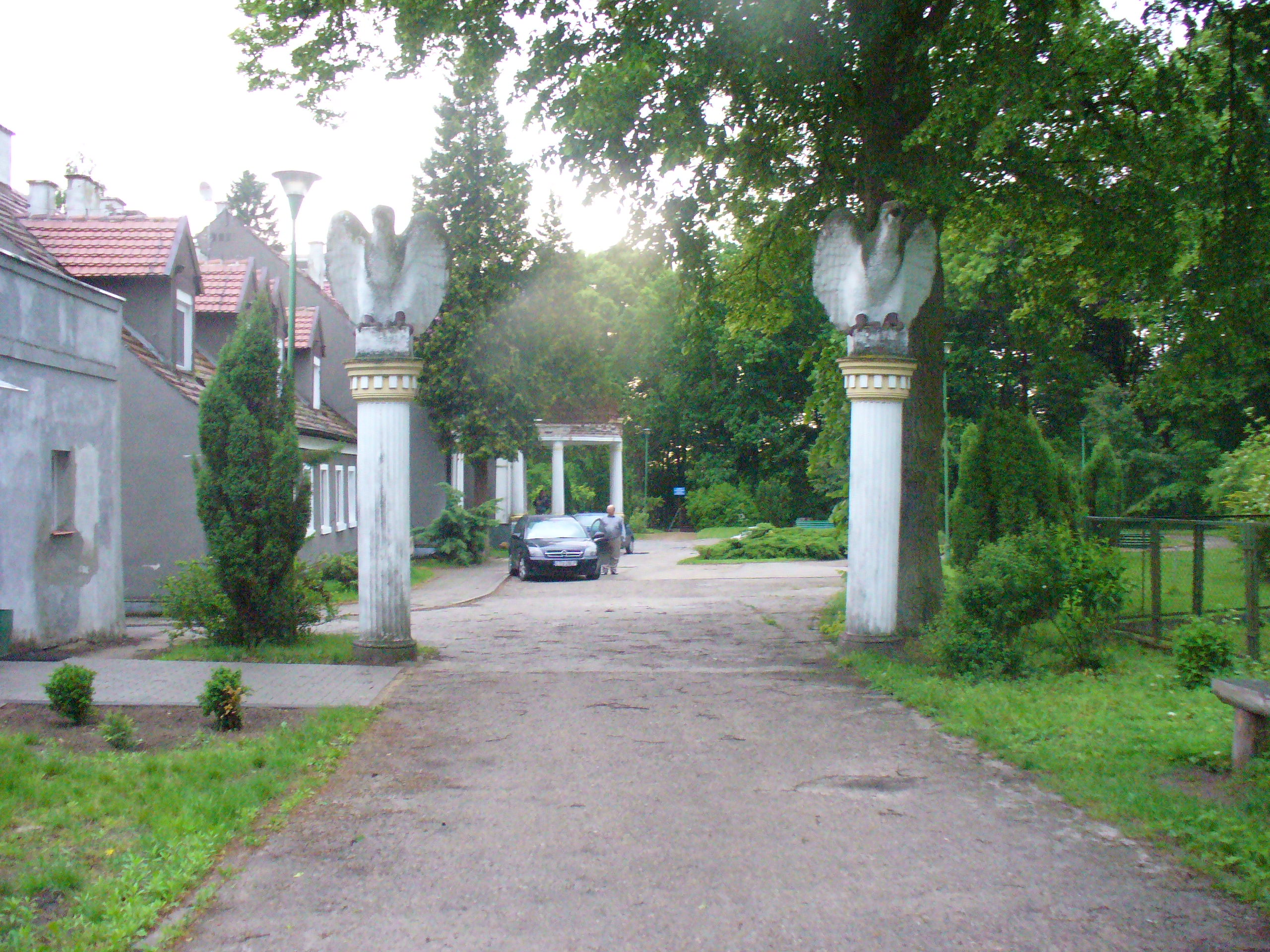

## Urodzeni w Wysoce
- Leon Janta Połczyński (1867-1961), polski ziemianin, polityk, działacz społeczny, minister rolnictwa i dóbr narodowych oraz senator I i III kadencji w II RP